# Louis Chiron
Alexandre Louis Chiron, född 3 augusti 1899 i Monte Carlo, död 22 juni 1979 i Monte Carlo, var en monegaskisk racerförare. Han är en av tre formel 1-förare som var född på 1800-talet.

## Racingkarriär
Chiron vann sitt första race redan 1926, vilket var starten på en lång och framgångsrik karriär. Han vann Frankrikes Grand Prix fem gånger, 1931, 1934, 1937, 1948 och 1949, samt Tysklands Grand Prix 1929, Italiens Grand Prix 1928, Monacos Grand Prix 1931, Spaniens Grand Prix 1928, 1929 och 1933 och Belgiens Grand Prix 1930.
Han började tävla i formel 1 säsongen 1950. Hans bästa placering blev tredjeplatsen i hemmaloppet i Monaco 1950 i en Maserati, efter att många bilar brutit i en startkrasch. 
Han blev han den äldste föraren att starta ett F1-lopp i Monaco 1955 och blev den äldste deltagaren i ett F1-lopp i Monaco 1958, men till det senare lyckades han inte kvala in.

## F1-karriär
| Säsong | Stall/Tillverkare                                          | Poäng | Placering |
| ------ | ---------------------------------------------------------- | ----- | --------- |
| 1950   | Maserati                                                   | 4     | 10        |
| 1951   | Enrico Platé (Maserati) Ecurie Rosier (Talbot-Lago-Talbot) | 0     | –         |
| 1953   | Louis Chiron (Osca)                                        | 0     | –         |
| 1955   | Lancia                                                     | 0     | –         |
| 1956   | Scuderia Centro Sud (Maserati)                             | 0     | –         |
| 1958   | Monte Carlo Auto Sport (Maserati)                          | 0     | –         |